# Julus fasciatus
Julus fasciatus är en mångfotingart som beskrevs av Carl Ludwig Koch 1838. Julus fasciatus ingår i släktet Julus och familjen kejsardubbelfotingar. Inga underarter finns listade i Catalogue of Life.